# Kabinett Truss
Das Kabinett Truss war die Regierung des Vereinigten Königreichs, die am 6. September 2022 von Königin Elisabeth II. ernannt wurde. Zuvor hatte Liz Truss die Wahl um die Führung der Conservative Party gegen Rishi Sunak gewonnen. Ihre Amtszeit ist mit 49 Tagen die kürzeste in der Geschichte des Vereinigten Königreichs. Am 25. Oktober 2022 wurde Rishi Sunak zum Premierminister des Vereinigten Königreichs durch König Charles III ernannt.

## Regierungszeit
In einer ihrer ersten Maßnahmen als Premierministerin beschloss Truss am 8. September 2022, die infolge der Sanktionen gegen Russland gestiegenen Strom- und Heizkosten über zwei Jahre auf 2500 Pfund pro Jahr pro Privathaushalt festzuschreiben. Am selben Tag verlas sie anlässlich des Todes von Königin Elisabeth II., die Truss noch zwei Tage zuvor auf Balmoral Castle zur Premierministerin ernannt hatte, eine Stellungnahme, in der sie stellvertretend für die Bevölkerung Trauer bekundete und Unterstützung für das neue Staatsoberhaupt, König Charles III., einforderte.
Anfang Oktober stellte die Regierung Pläne für Steuersenkungen und eine höhere Schuldenaufnahme vor mit dem Ziel, die Wirtschaft zu stützen. Diese der Idee der Trickle-down-Ökonomie verpflichtete Steuerreform wäre in erster Linie Wohlhabenden und Unternehmen zugutegekommen. Eine ausreichende Gegenfinanzierung war nicht vorgesehen, vielmehr sollten die Steuersenkungen durch eine zusätzliche Staatsverschuldung ermöglicht werden. Truss erhoffte sich von dieser geplanten Entlastung von Unternehmen und Wohlhabenden ein starkes Wirtschaftswachstum, von dem dann auch der Rest der Gesellschaft profitieren sollte.
Nicht nur kritisierte die Mehrheit der Wirtschaftsexperten die geplante Reform, sondern auch die Finanzmärkte reagierten, anders als von Truss erwartet, ausgesprochen negativ. Nach der Ankündigung verlor einerseits das Pfund Sterling deutlich an Wert, andererseits fielen die Kurse auf britische Staatsanleihen, was zu einem Renditeanstieg führte und das Pensionsfondsystem des Landes beinahe zum Kollaps brachte. Die Bank of England konnte dies nur durch ein Notfallprogramm in Form von Anleihekäufen über insgesamt 65 Milliarden Pfund abwenden und den Anleihemarkt so beruhigen. Zudem drohte aufgrund der Pläne ein Zerwürfnis mit einigen Abgeordneten der Tory-Partei und es war absehbar, dass die Pläne nicht das Unterhaus passieren würden; Schatzkanzler Kwasi Kwarteng widerrief im Folgemonat die Pläne zur Senkung des Spitzensteuersatzes von 45 Prozent für Topverdiener. Truss entließ ihren Verbündeten Kwarteng im Oktober 2022 und ersetzte ihn durch Jeremy Hunt. Sie erklärte, auch die geplante Senkung des Unternehmenssteuersatzes wieder streichen zu wollen. Ihre Situation und die Umfragewerte der Konservativen verbesserten sich jedoch nicht.
Truss kündigte am 20. Oktober 2022 nach 45 Tagen im Amt ihren Rücktritt als Premierministerin an. Sie blieb bis zur Vereidigung ihres Nachfolgers Rishi Sunak am 25. Oktober 2022 kommissarisch im Amt.

## Regierungsmitglieder
| Amt | Bild | Amtsinhaber               | Partei             | Partei             | Amtszeit          | Amtszeit         |
| --- | ---- | ------------------------- | ------------------ | ------------------ | ----------------- | ---------------- |
| Premierministerin Erster Lord des Schatzamtes Ministerin für den öffentlichen Dienst Ministerin für die Union |      | Liz Truss                 |                    | Conservative Party | 6. September 2022 | 25. Oktober 2022 |
| Stellvertretende Premierministerinin Ministerin für Gesundheit und Soziale Dienste                            |      | Thérèse Coffey            | Conservative Party | 6. September 2022  | 25. Oktober 2022  |                  |
| Schatzkanzler Zweiter Lord des Schatzamtes                                                                    |      | Kwasi Kwarteng            | Conservative Party | 6. September 2022  | 14. Oktober 2022  |                  |
| Schatzkanzler Zweiter Lord des Schatzamtes                                                                    |      | Jeremy Hunt               | Conservative Party | 14. Oktober 2022   | 25. Oktober 2022  |                  |
| Außenminister                                                                                                 |      | James Cleverly            | Conservative Party | 6. September 2022  | 25. Oktober 2022  |                  |
| Innenminister/in                                                                                              |      | Suella Braverman          | Conservative Party | 6. September 2022  | 19. Oktober 2022  |                  |
| Innenminister/in                                                                                              |      | Grant Shapps              | Conservative Party | 19. Oktober 2022   | 25. Oktober 2022  |                  |
| Lordkanzler Justizminister                                                                                    |      | Brandon Lewis             | Conservative Party | 6. September 2022  | 25. Oktober 2022  |                  |
| Kanzler des Herzogtums Lancaster Minister für Gleichstellung Minister für zwischenstaatliche Beziehungen      |      | Nadhim Zahawi             | Conservative Party | 6. September 2022  | 25. Oktober 2022  |                  |
| Verteidigungsminister                                                                                         |      | Ben Wallace               | Conservative Party | 6. September 2022  | 25. Oktober 2022  |                  |
| Minister für Wohnen, Kommunen und Selbstverwaltung                                                            |      | Simon Clarke              | Conservative Party | 6. September 2022  | 25. Oktober 2022  |                  |
| Minister für Wirtschaft, Energie und Industriestrategie                                                       |      | Jacob Rees-Mogg           | Conservative Party | 6. September 2022  | 25. Oktober 2022  |                  |
| Präsident der COP 26                                                                                          |      | Alok Sharma               | Conservative Party | 6. September 2022  | 25. Oktober 2022  |                  |
| Ministerin für internationalen Handel Präsidentin des Board of Trade                                          |      | Kemi Badenoch             | Conservative Party | 6. September 2022  | 25. Oktober 2022  |                  |
| Ministerin für Arbeit und Pensionen                                                                           |      | Chloe Smith               | Conservative Party | 6. September 2022  | 25. Oktober 2022  |                  |
| Bildungsminister                                                                                              |      | Kit Malthouse             | Conservative Party | 6. September 2022  | 25. Oktober 2022  |                  |
| Minister für Umwelt, Ernährung und ländlichen Raum                                                            |      | Ranil Jayawardena         | Conservative Party | 6. September 2022  | 25. Oktober 2022  |                  |
| Verkehrsminister                                                                                              |      | Anne-Marie Trevelyan      | Conservative Party | 6. September 2022  | 25. Oktober 2022  |                  |
| Minister für Nordirland                                                                                       |      | Christopher Heaton-Harris | Conservative Party | 6. September 2022  | 25. Oktober 2022  |                  |
| Minister für Schottland                                                                                       |      | Alister Jack              | Conservative Party | 6. September 2022  | 25. Oktober 2022  |                  |
| Minister für Wales                                                                                            |      | Robert Buckland           | Conservative Party | 6. September 2022  | 25. Oktober 2022  |                  |
| Lordsiegelbewahrer Leader of the House of Lords                                                               |      | Nicholas True, Baron True | Conservative Party | 6. September 2022  | 25. Oktober 2022  |                  |
| Ministerin für Digitales, Kultur, Medien und Sport                                                            |      | Michelle Donelan          | Conservative Party | 6. September 2022  | 25. Oktober 2022  |                  |
| Lordpräsident des Rates Leader of the House of Commons                                                        |      | Penny Mordaunt            | Conservative Party | 6. September 2022  | 25. Oktober 2022  |                  |
| Minister ohne Geschäftsbereich Generalsekretär der Conservative Party                                         |      | Jake Berry                | Conservative Party | 6. September 2022  | 25. Oktober 2022  |                  |
| Weitere Teilnehmende an Kabinettssitzungen                                                                    |      |                           |                    |                    |                   |                  |
| Minister im Cabinet Office Paymaster General                                                                  |      | Edward Argar              |                    | Conservative Party | 6. September 2022 | 25. Oktober 2022 |
| Chief Whip im House of Commons Parlamentarische Sekretärin im Schatzamt                                       |      | Wendy Morton              | Conservative Party | 6. September 2022  | 25. Oktober 2022  |                  |
| Chefsekretär des Schatzamtes                                                                                  |      | Chris Philp               | Conservative Party | 6. September 2022  | 25. Oktober 2022  |                  |
| Attorney General (Generalstaatsanwalt)                                                                        |      | Michael Ellis             | Conservative Party | 6. September 2022  | 25. Oktober 2022  |                  |
| Staatsministerin für Entwicklung                                                                              |      | Vicky Ford                | Conservative Party | 6. September 2022  | 25. Oktober 2022  |                  |
| Staatsminister für Sicherheit                                                                                 |      | Tom Tugendhat             | Conservative Party | 6. September 2022  | 25. Oktober 2022  |                  |
| Staatsminister für die Streitkräfte und Veteranen                                                             |      | James Heappey             | Conservative Party | 6. September 2022  | 25. Oktober 2022  |                  |
| Staatsminister für Klima                                                                                      |      | Graham Stuart             | Conservative Party | 6. September 2022  | 25. Oktober 2022  |                  |